# Komuna e Gjocajt
Komuna e Gjocajt är en kommun i Albanien.   Den ligger i prefekturen Qarku i Elbasanit, i den centrala delen av landet, 40 km söder om huvudstaden Tirana.
Trakten runt Komuna e Gjocajt består till största delen av jordbruksmark.  Runt Komuna e Gjocajt är det ganska tätbefolkat, med 248 invånare per kvadratkilometer.